# Butana

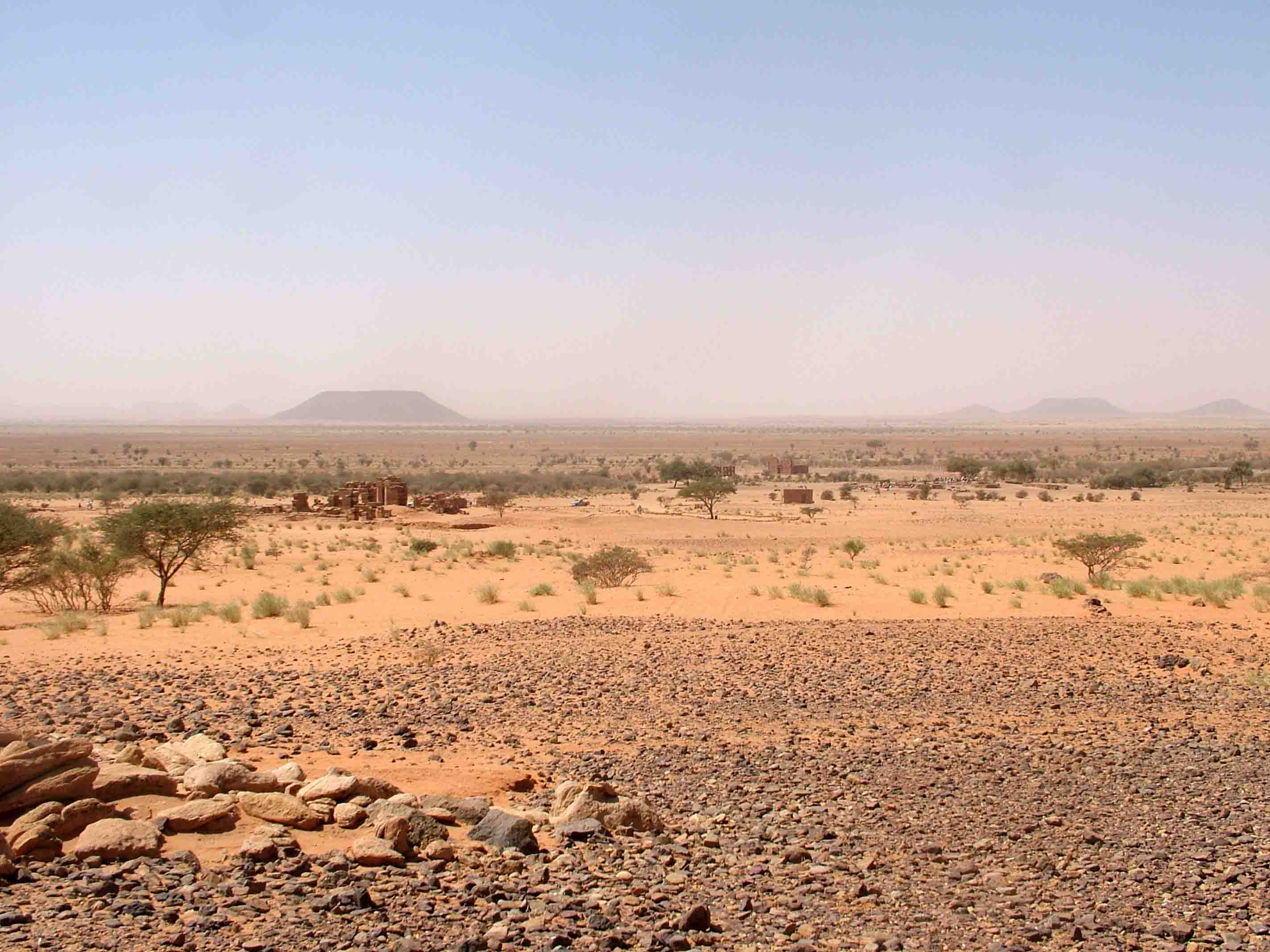
Paysage sec du nord-est de Butana avec les ruines d'un temple koushite à Naqa.

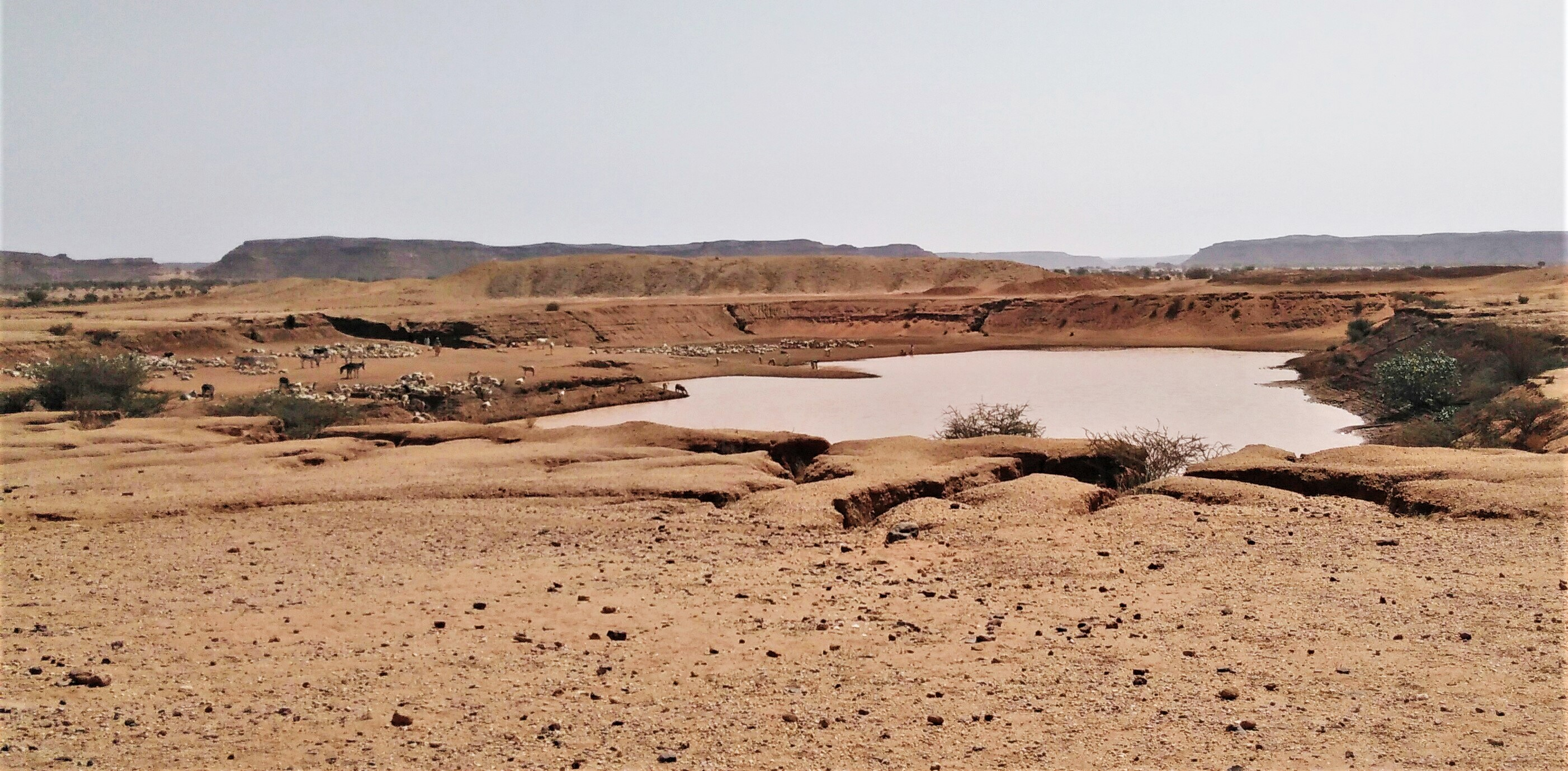
Le « Grand Hafir » à Musawwarat es-Sofra dans l'ouest de Butana

Le Butana (arabe : البطانة, Buṭāna ), historiquement appelée l' île de Meroë, est une région de steppe située au Soudan entre l'Atbara et le Nil  . Elle est bordée au sud de Khartoum par le Nil bleu et à l'est par le lac Tana en Éthiopie. Ne pas la confondre avec la Gezira, région à l'ouest du Nil Bleu et à l'est du Nil Blanc.

## Géologie
Les caractéristiques géologiques du Butana sont des sols sablonneux et pierreux, une argile légère non fissurée et une argile sombre fissurée; les argiles superficielles couvrent plus de 70% de la plaine.

## Description
La région comprend la majeure partie de l'État d'Al Qadarif ainsi qu'une partie des États de Kassala, du Nil, de  Khartoum, d'Al Jazirah et de Sennar. La plaine de Butana occupe la majeure partie du Butana. Le nom Butana est appliqué à de nombreuses choses issues de la région, comme la race de bovins Butana, les moutons Butana, les chèvres Butana entre-autres. Historiquement, il faisait partie d'Alodia et  ensuite du Sultanat Funj de Sinnar.

## Histoire
Le Butana était connu comme « l'île de Méroé » lorsqu'elle faisait partie du royaume kushitique de Méroé. La ville de Meroë est à peu près située à mi-chemin entre Atbarah et Khartoum, sur la rive est du Nil. Il y avait deux autres grandes villes méroïtiques à Butana, Musawwarat es-Sofra et Naqa.
Désormais, il est principalement habité par les Arabes soudanais du Soudan, tels que le clan Shukria, les Batahin, les Lahawiin, les Rufaa, les Rashaida, les Ansâr, les Awazim et d'autres tribus arabes.
À Butana se trouvent les anciens sites de Méroé ,Wad ban Naqa , Musawwarat es-Sofra du royaume de Méroé.

## Eau et végétation
Les ressources en eau sont faibles, néanmoins on trouve des puits d'eau saisonniers de surface et quelques puits profonds. Le hafir est une importante source d'eau. Son climat continental tropical fournit des pluies dans la partie sud de la plaine. Les zones de végétation comportent un arbuste d'acacia semi-désertique, des petites prairies et une savane basse boisée.
Les précipitations annuelles se situent dans le nord à Atbara  (moyenne de 100 millimètres), plus au sud elles montent à 400 millimètres.

## Économie

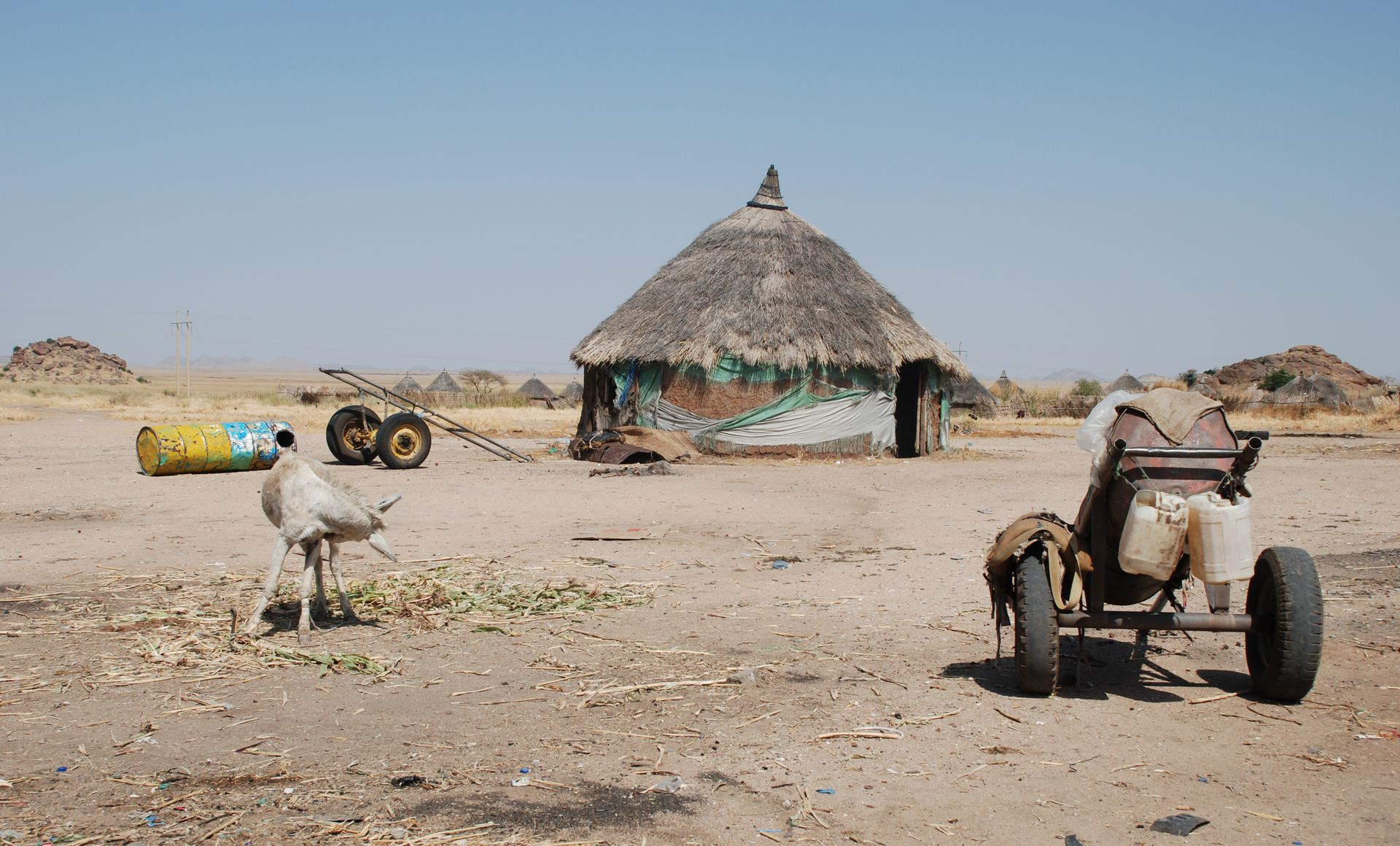
Zone sèche dans le sud autrement fertile. Environ 50 km à l'ouest de Gedaref. L'eau doit être puisée sur de longues distances. Les maisons rondes (tukul) sont situées à la limite nord de la zone de peuplement noire africaine.

Jusqu'au tournant du siècle, le Butana était un paysage de savane partiellement boisée, on y pratiquait l'élevage et l'agriculture irriguée. Désormais, la région se compose de buissons d'acacias et en partie de désert. Il ne peut être utilisé par les nomades que pendant la saison des pluies pendant les mois d'été comme pâturage pour les chameaux, qui servent de fournisseurs de viande. Les bovins Butana , un zébu brun, sont élevés comme bovins laitiers par deux peuples nomades. La plupart des pluies tombent pendant les mois de juillet à septembre.
Une combinaison de pastoralisme semi-nomade et d'agriculture est typique de la majeure partie de la région. Les nomades Juhayna comprennent les Shukriya qui étaient autrefois dominants, ils continuent d'être des nomades, cultivateurs. Après la saison sèche hivernale, il n'y a que des pâturages limités disponibles en avril.
Les récoltes incluent le coton, d'arachides et de mil. En 1968, un projet d'installation des Shukriya dans la région de Kashm el-Girba (entre Kassala et Gedaref) a été lancé. Après 1970, une autre incitation à cultiver des arachides est l'augmentation du prix du marché.
En 1971 que des modifications de la loi (Open Access System) adoptées sous le gouvernement socialiste de Gaafar Nimeiry ont permis à d'autres groupes ethniques d'accéder aux ressources des pâturages.